# 빌헬름 텔 (희곡)

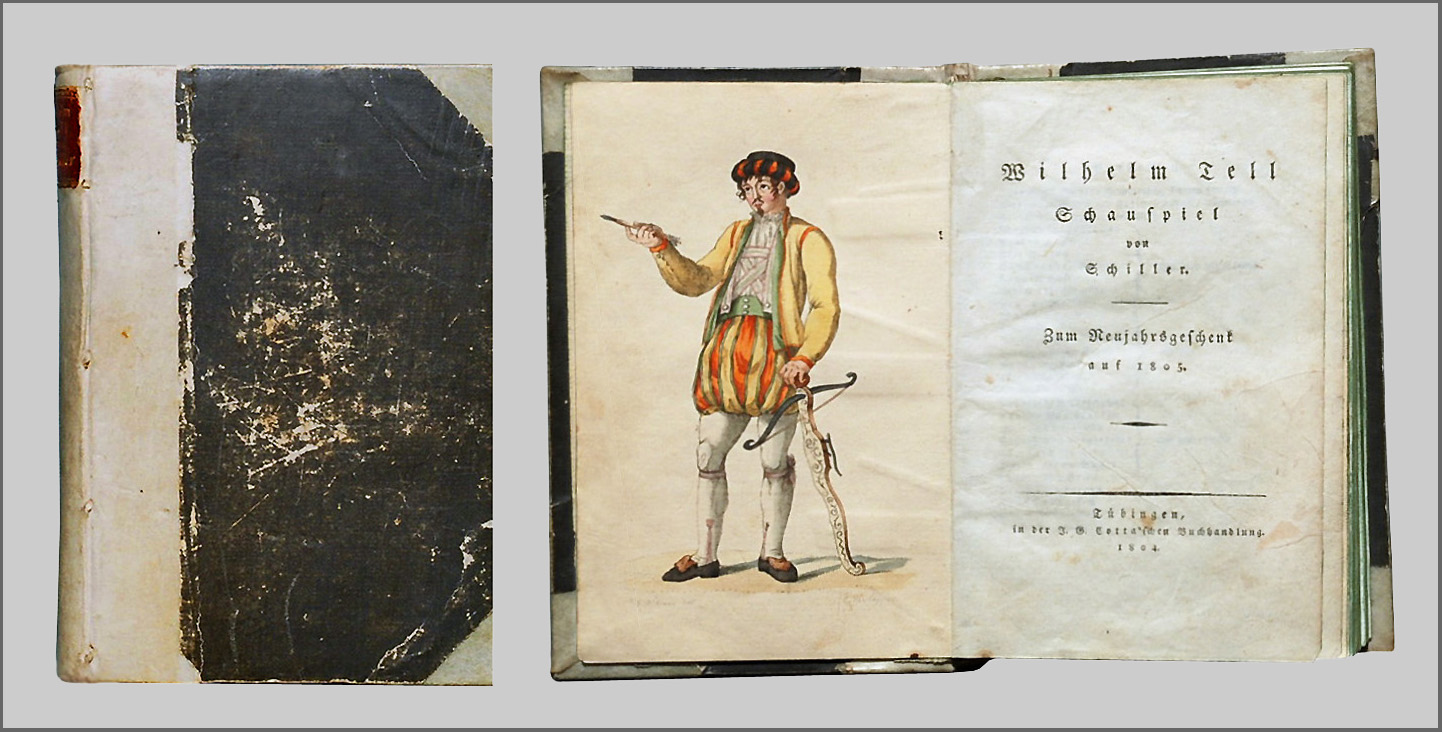

《빌헬름 텔》은 프리드리히 실러의 생애 마지막 희곡이자, 최대의 걸작이다. 1804년 초연된 이래, 전 세계에서 사랑받는 애국적인 극작품이다. ‘명사수 빌헬름 텔’은 어린 시절 누구나 접해 봄직한 친숙한 이야기이다. 이 희곡은 한 사람의 영웅에 대한 이야기가 아니라, 압제자에 맞서 끝내 혁명에 성공하는, 자유를 향한 민중들의 투쟁기로 읽을 수 있다.

## 배경과 창작 과정
이 작품은 1804년 3월 17일 바이마르에서 초연되어 대대적인 성공을 거두었다. F. 실러는 작품을 집필하면서 역사서를 참고했으나, 이를 그대로 수용한 것은 아니다. F. 실러는 스위스 독립 투쟁사와 관련된 역사적인 사건을 희곡 기법상 축소 혹은 확대하면서 빌헬름 텔의 운명을 좀 더 부각시켰다. A. 츄디의 ≪스위스 연대기 (Schweizer Chronik)≫에서는 여러 사람들 중의 한 인물이었던 빌헬름 텔의 운명이 희곡에서는 핵심이 된다. 빌헬름 텔은 주인공으로 떠오를 뿐만 아니라 그의 행위는 일반적인 민중 봉기의 신호가 된 것이다.

## 주제와 영향
지배자에 의해서 아들 머리 위의 사과를 쏘라고 강요받고 후일 압제자를 활로 쏘아 살해함으로써 복수한다는 이야기는 오래전부터 서양에 널리 퍼져 있었고, 멀리 동방에까지 알려진 이야기이다.
“강한 자는 혼자 있을 때 가장 강합니다”
극 중에서 “단결하면 약한 자도 강력해지지요”라며 정치적 저항 운동에 가담하라는 제안을 받지만 텔은 위와 같이 단호하게 일축한다. 실러는 프랑스 혁명에서 나타난 과격한 유혈 혁명의 야만성에 반대하며 우선은 미적인 교육을 통해서 인간의 자율성을 고양해야 된다고 생각했다. 실러의 이런 이론적인 성찰이 희곡 《빌헬름 텔》에 투영된 것이다. 텔의 정당방위와 민중들의 봉기가 합일되어 혁명은 성공하고 다시 자유의 세계가 열린다. 하지만 텔은 비정치적인 자연인이며, 철두철미 자력에 의한 구원을 신봉하는 독립적인 행동가이다.
《빌헬름 텔》은 외세에 의해 임명된 총독들의 폭정에 대한 민중 봉기라는 주제 이외에도 폭군 암살이나 합스부르크가에 대한 부정적인 언급 등 당시 정치적으로 민감한 문제들을 다루고 있다. 바이마르 초연과 베를린 공연 당시, 정치적인 논란과 검열의 대상이 되었지만, 이 희곡에 대한 열광은 이어졌다.
이 희곡은 독일이나 스위스뿐만 아니라 전 세계에서 애국적인 극작품으로 사랑을 받고 있으며, 동화로도 번안되어 인기를 누린다. 독일을 비롯한 여러 나라에서 학교 교재로 자리를 굳히고 있으며, 여기 나오는 시구들은 사람들의 입에 오르내리는 명언이 되었다. 또한 이 작품은 5막 운문희곡으로, 대사가 시처럼 기록되었다.

## 같이 보기
- 알루엣